# Spagat (Film)
Spagat ist ein Schweizer Spielfilm aus dem Jahr 2020 mit Rachel Braunschweig und Alexei Serebrjakow in den Hauptrollen. Das Regiedebüt des Filmemachers Christian Johannes Koch feierte auf dem 68. San Sebastián International Film Festival im September 2020 seine Weltpremiere. Für ihre Darstellung der Marina wurde Rachel Braunschweig für den Schweizer Filmpreis 2021 als beste Hauptdarstellerin nominiert, Masha Demiri (Ulyana) als beste Nebendarstellerin.

## Handlung
Marina, eine Lehrerin Mitte vierzig, führt mit ihrem Mann und ihrer Tochter ein beschauliches Familienleben. Doch der Schein trügt. Im Verborgenen hat sie eine Affäre mit Artem, dem Vater ihrer Schülerin Ulyana. Beide leben seit Jahren ohne Aufenthaltsbewilligung am Rande einer Kleinstadt in der Schweiz.
Das Versteckspiel geht auf, bis Ulyana eines Tages des Diebstahls überführt wird. Nur mit Gewalt kann der herbeigerufene Artem seine Tochter dem Sicherheitsdienst entreissen. Nach einer panischen Flucht sieht er keinen anderen Ausweg, als vorerst mit Ulyana aus der Kleinstadt zu verschwinden. Ein Zwischenfall mit weitreichenden Folgen, der nicht nur die Lebensgrundlage von Artem und seiner Tochter zusammenbrechen lässt, sondern auch Marinas Anteil an den Geschehnissen ans Licht befördert.
Zunehmend beunruhigt durch Artems plötzlichen Kontaktabbruch und Ulyanas Fehlen im Unterricht, entdeckt Marina, dass Artem öffentlich gesucht wird. Doch erst als Ulyana nach einer Woche des Ausharrens beschließt, eigenmächtig zurück in die Kleinstadt zu fahren, weiht der erschöpfte Artem Marina in die Geschehnisse ein.
Marina realisiert geschockt, dass sie an der verfahrenen Situation ihren Anteil hat. Hin- und hergerissen zwischen Loyalität und Selbstschutz, entscheidet sich die Lehrerin, ihre Schülerin vorübergehend bei sich aufzunehmen. Ein folgenschwerer Entschluss, wodurch Marinas Lügenkonstrukt mehr und mehr auseinanderfällt. Als Artem einige Tage später aufgegriffen und verhaftet wird, entscheidet sich Marina zu einem radikalen Schritt.

## Produktion
Regie führte Christian Johannes Koch, der gemeinsam mit Josa Sesink auch das Drehbuch schrieb. Die Filmmusik steuerte der Schweizer Komponist und Arrangeur Peter Scherer bei. Der Kameramann Timon Schäppi (u. a. LoveSteaks, Tiger Girl, 4 Blocks) war für die Bildgestaltung zuständig.
Rachel Braunschweig übernahm die Rolle der Oberstufenlehrerin Marina. Der Leviathan – Hauptdarsteller Alexei Serebrjakow verkörpert ihren Liebhaber Artem. Die Newcomerin Masha Demiri übernahm die Rolle von Artems Tochter Ulyana, Michael Neuenschwander die von Marinas Ehemann Jörg und Nellie Hächler ist in der Rolle von Selma – der Tochter von Marina und Jörg – zu sehen.
Produziert wurde Spagat von der CognitoFilms GmbH mit Sitz in Zürich.
Die Dreharbeiten fanden von Januar bis März 2019 in der Innerschweiz und im Kanton Zürich statt. Einzelne Motive in Sursee, Rickenback LU oder im Wauwilermoos befinden sich in unmittelbarer Umgebung zu Neuenkirch, dem Geburtsort des Regisseurs Christian Johannes Koch, wo die Filmhandlung verortet ist.

## Rezeption
Giorgia Del Don vom Online-Filmmagazin Cineuropa schreibt, dass Koch mit seinem Spielfilmdebüt das Thema der irregulären Migration von einem einzigartigen Standpunkt aus angeht und es dem Film gelingt, über das reine Erzählen von Fakten hinauszugehen und so Fiktion und soziale Realität auf kohärente und fesselnde Weise miteinander zu verbinden. Für Del Don enthüllt der Film die verborgene Schattenseite einer scheinbar perfekten Gesellschaft.
Manuel Meyer, Spanien-Korrespondent der Austria Presse Agentur, schreibt in seiner Besprechung für den Medienverbund CH Media anlässlich der Weltpremiere in San Sebastian: «Das Spielfilmdébut von Regisseur Christian Johannes Koch […] ist ein solides, ruhig inszeniertes Drama, welches einen sehr intimen Blick auf die in Bedrängnis geratenen Figuren freilegt.» Der Film schaffe wortwörtlich den Spagat zwischen „zwei Lebensrealitäten, der gleichzeitig die in der Schweiz unterschiedlichen, aber oftmals vor unseren Augen versteckten Lebenswirklichkeiten für papierlose Menschen schonungslos aufzeigt.“ Insbesondere hebt er die darstellerische Leistung von Rachel Braunschweig hervor, die die Figur Marina in seinen Augen grandios interpretiert.
David Carrón vom spanischen Online-Filmmagazin LosExtras.es schreibt über Spagat von einem mutigen Debüt, das den privilegierten Europäern ungeschminkt all die Vorteile aufzeigt, die ihr Status mit sich bringt. Insbesondere hebt er die Darstellung einer Männlichkeit hervor, die es seiner Meinung nach im Kino so nicht allzu oft zu sehen gibt und attestiert Spagat die Fähigkeit, die gleiche beklemmende Atmosphäre zu erzeugen, die die Figuren erleben.
Gianlucca Izzo schreibt für OutNow.CH „Spagat ist ein origineller, erfrischend mutiger Beitrag für die Schweizer Filmlandschaft!“ Insbesondere hebt er die Besetzung und die schauspielerische Leistung des Casts hervor: „Kochs Verpflichtung des russischen Schauspielers Alexei Serebrjakow ist eine kleine Sensation. Der Leviathan-Hauptdarsteller passt perfekt in die Rolle des Migranten, zumal er selbst nach Kanada ausgewandert ist und mit ähnlichen Problemen konfrontiert worden ist. Mit seiner unglaublichen Leinwandpräsenz brilliert er als Artem.“
Der Kulturblogger Christoph Brander von Brander-Live schreibt: „Der Spagat, den Ulyana im Training aufs Eleganteste hinkriegt, wird zum Symbol für alle diese Geschichten: alle versuchen den – dann letztlich unmöglichen – Spagat zwischen sehr verschiedenen Welten, zwischen Ost und West, zwischen spiessig und illegal, zwischen intakter Fassade und turbulentem Innenleben.“ Weiter schreibt er: „Nicht nur was Christian Johannes Koch erzählt, macht diesen Film sehenswert, sondern vor allem auch, wie er es erzählt […] Die Sorgfalt auf der visuellen Ebene und ein vorzüglicher Cast (vor allem Rachel Braunschweig als Marina und Masha Demiri als Ulyana) machen Spagat zu einem intimen, berührenden Kammerspiel.“